# Colors of the Wind
"Colors of the Wind" er en sang skrevet af Alan Menken (musik) og Stephen Schwartz (tekst). Sangen blev skrevet til Disneys tegnefilm Pocahontas fra 1995. Teksten handler om at vesterlændingene ikke ved noget om indianerne og deres livsstil.
Sangen synges af den amerikanske skuespiller og sanger, Judy Kuhn, der var Pocahontas amerikanske sangstemme.
Sangen vandt adskillige priser, heriblandt Oscar for bedste sang og Golden Globe for bedste sang.
Den danske tekst til oversættelsen Vindens Farver er skrevet af Monique og fremført af Susanne Elmark.